# Явор Спасов
Явор Кирилов Спасов е български актьор.

## Биография
Роден е през 1951 година в Гара Пирин. Там завършва прогимназиалното си образование в Кресна, учи малко в Симитли, след това завършва металолеене в техникума в Ботунец.

### Кариера
Завършва актьорско майсторство за драматичен театър във ВИТИЗ „Кръстьо Сарафов“ през 1978 г. в класа на проф. Надежда Сейкова със златен медал. През същата година става част от трупата на Народния театър за младежта.
Явор Спасов е режисьор на много спектакли на сцента на Младежкия театър, както и в Драматично-куклен театър „Васил Друмев“ Шумен, Драматичен театър „Йордан Йовков“ Добрич, Драматичен театър „Боян Дановски“ Перник и Драматичен театър „Крум Кюлявков“ в Кюстендил.
Автор е на четири пиеси, две драматизация и една издадена стихосбирка.
През 1996 г. Спасов озвучава Прасчо в дублажа на БНТ на сериала на Дисни, „Новите приключения на Мечо Пух“, а няколко години по-късно отново дублира героя в „Тигър“ и „Клуб Маус“.

## Театрални роли
- „Двамата веронци“ (Уилям Шекспир) – Протей
- „Страшни смешки, смешни страшки за герои със опашки“ – Хулиганчо
- „Конфликтна личност“ – Серафим Петров
- „Веселите музиканти“ – петелът
- „Кой ще дочака изгрева“ – Прокопи Недин
- „Любовта към трите портокала“ (Карло Гоци) – Труфалдино
- „Любовни булеварди“ (Стефан Цанев) – Сергей
- „Страшният съд“ (Стефан Цанев) – следователят
- „Дон Карлос“ (Фридрих Шилер) – херцог Алба
- „Януари“ (Йордан Радичков) – Лазар
- „Паметта на водата“ (Шийла Стивънсън) – Майк
- „Оливър !“
- „Двамата веронци“
- „Островът на съкровищата“
- „Страхотни момчета“
- „Черна комедия“
- „Пепеляшка“
- „Капан за баба Цоцолана“
- „Някои го предпочитат...“
- „Кухнята“ (Арнълд Уескър)
- „Дядо Йоцо гледа“
- „Обичате ли човешко“ (Христо Бойчев)
- „Полковникът птица“ (Христо Бойчев)
- „Жълто ухо“ (Никола Русев)
- „Между два стола“ (Рей Куни)
- „В сини коне на червена трева“ (Михаил Шатров) – Луначарски
- „Параграф 22“ (Джоузеф Хелър) – лейтенант Ор

## Телевизионен театър
- „Зайко-всезнайко“ (1988) (Сергей Михалков)
- „Подслушан разговор“ (1981) (Иван Остриков)
- „Имена и адреси“ (1980) (Лилия Тодорова) 2 части
- „Изпити“ (1979) (Драгомир Асенов)

## Филмография
| Година    | Филми и Сериали           | Серии | Копродукции | Роля                        |
| --------- | ------------------------- | ----- | ----------- | --------------------------- |
| 2016-2019 | Откраднат живот           | 294   |             | професор Ангелов            |
| 2013-2014 | Шменти капели: Легендата  | 15    |             |                             |
| 2012      | Къде е Маги?              | 51    |             | полицай Нешев               |
| 2011      | Операция „Шменти капели“  |       |             |                             |
| 2006      | Писмо до Дядо Коледа (тв) |       |             |                             |
| 1992      | Куршум за рая             |       |             |                             |
| 1992      | Комитски времена          |       |             |                             |
| 1988      | Магия’82                  |       |             | Кънчо                       |
| 1988      | Светулки в морето         |       |             | Боян „Гарвана“              |
| 1987      | Нощна тарифа              |       |             |                             |
| 1981      | Вярност                   | 2     |             |                             |
| 1980      | Похищение в жълто         |       |             | човекът със златните обувки |
| 1980      | Почти любовна история     |       |             | Владо                       |
| 1977      | Бумеранг                  |       |             | Петър                       |
| 1977      | Хора отдалече             |       |             | Данчо                       |